# Jamao al Norte
Jamao al Norte är en kommun i Dominikanska republiken.   Den ligger i provinsen Espaillat, i den norra delen av landet, 130 km norr om huvudstaden Santo Domingo. Antalet invånare i kommunen är cirka 8 000.
Terrängen runt Jamao al Norte är kuperad åt sydväst, men åt nordost är den platt. Jamao al Norte ligger nere i en dal. Närmaste större samhälle är Gaspar Hernández, 17,7 km öster om Jamao al Norte. Omgivningarna runt Jamao al Norte är en mosaik av jordbruksmark och naturlig växtlighet.